# Dasispermum humile
Dasispermum humile är en flockblommig växtart som först beskrevs av Carl Daniel Friedrich Meisner, och fick sitt nu gällande namn av A.R.Magee och B.-e.van Wyk. Dasispermum humile ingår i släktet Dasispermum och familjen flockblommiga växter. Inga underarter finns listade i Catalogue of Life.